# Mihai Apai
Mihai Apai (n. 9 octombrie 1883, Medieșu Aurit – d. 4 iunie 1970, Medieșu Aurit) a fost un deputat în Marea Adunare Națională de la Alba Iulia, organismul legislativ reprezentativ al „tuturor românilor din Transilvania, Banat și Țara Ungurească”, cel care a adoptat hotărârea privind Unirea Transilvaniei cu România, la 1 decembrie 1918.:p. 272

## Biografie
Mihai Apai s-a născut în localitatea Medieșu Aurit, la data de 9 octombrie 1883.  A fost primar al comunei Medieșu Aurit între 1926 și 1932, unde a și decedat în anul 1970 la data de 4 iunie  .:p. 272

## Activitate politică
A fost delegat al cercului electoral Medieș la Marea Adunare Națională de la Alba Iulia din 18 noiembrie/ 1 decembrie 1918.